# Distoleon nefarius
Distoleon nefarius är en insektsart som beskrevs av Navás 1910. Distoleon nefarius ingår i släktet Distoleon och familjen myrlejonsländor. Inga underarter finns listade i Catalogue of Life.